# ساندي هوارد
ساندي هوارد (بالإنجليزية: Sandy Howard)‏ هو منتج أفلام أمريكي، ولد في 1 أغسطس 1927 في ذا برونكس في الولايات المتحدة، وتوفي في 16 مايو 2008 في لوس أنجلوس في الولايات المتحدة.

## وصلات خارجية
- ساندي هوارد على موقع IMDb (الإنجليزية)
- ساندي هوارد على موقع ألو سيني (الفرنسية)
- ساندي هوارد على موقع أول موفي (الإنجليزية)
- ساندي هوارد على موقع قاعدة بيانات الأفلام السويدية (السويدية)
- ساندي هوارد على موقع قاعدة بيانات الفيلم (الإنجليزية)
- ساندي هوارد على موقع كينوبويسك (الروسية)